# ديريك كلارك (لاعب كرة قدم)
ديريك كلارك (بالإنجليزية: Derrick Clark)‏ (27 ديسمبر 1935 في المملكة المتحدة - 1985) هو لاعب كرة قدم بريطاني في مركز الهجوم. لعب مع دارلينجتون إف سى.